# Barbara Klassa
Barbara Klassa (ur. 10 września 1971) – polska historyk, profesor nadzwyczajny Uniwersytetu Gdańskiego. Specjalność: historia historiografii polskiej i powszechnej XIX i XX wieku; historia regionalna.

## Życiorys
Urodziła się we wrześniu 1971 roku.
W 1995 roku ukończyła kierunek Historia na Uniwersytecie Gdańskim (UG).
Doktorat obroniła w 2000 roku. Temat: Siedziby joannitów na ziemiach polskich do 1312 r.. Promotor: Krzysztof Maciej Kowalski. 
W roku 2013 uzyskała tamże habilitację. Temat: Obraz Polski i Polaków w historiografii amerykańskiej XIX i początków XX wieku. 
Pracuje w Zakładzie Metodologii Historii i Historii Historiografii w Instytucie Historii Uniwersytetu Gdańskiego. Prowadzi przedmioty "Historia historiografii" i "History of Poland in films".
Pełni funkcję wiceprezesa Towarzystwa Historiograficznego.

## Wybrane publikacje
- Siedziby joannitów na ziemiach polskich do 1312 roku, Zielona Góra: Eternum Wydawnictwo z Pracownią Humanistyczną 2012.
- Obraz Polski i Polaków w historiografii amerykańskiej XIX i początków XX wieku, Gdańsk: Wydawnictwo Uniwersytetu Gdańskiego 2012.